# Ungheria ottomana
L’Ungheria ottomana era un territorio dell'Ungheria medievale governato dall'Impero ottomano dal 1541 al 1699. Il governo ottomano copriva gran parte dei territori dell'attuale Ungheria centrale e meridionale e quello che era stato il medievale Regno d'Ungheria oltre all'intera regione della grande pianura ungherese (ad eccezione della parte nord) ed il Transdanubio Meridionale.

## Storia

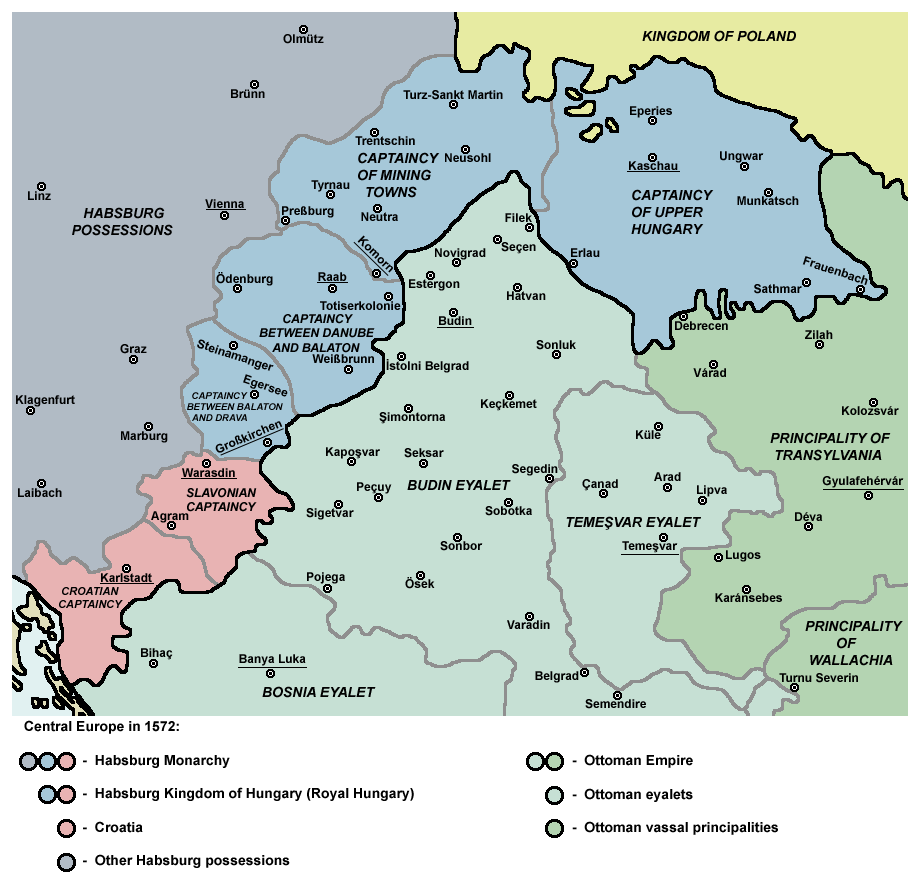
La situazione politica attorno al 1572: il regno asburgico d'Ungheria (Ungheria Reale), il Principato di Transilvania e gli eyalet ottomani

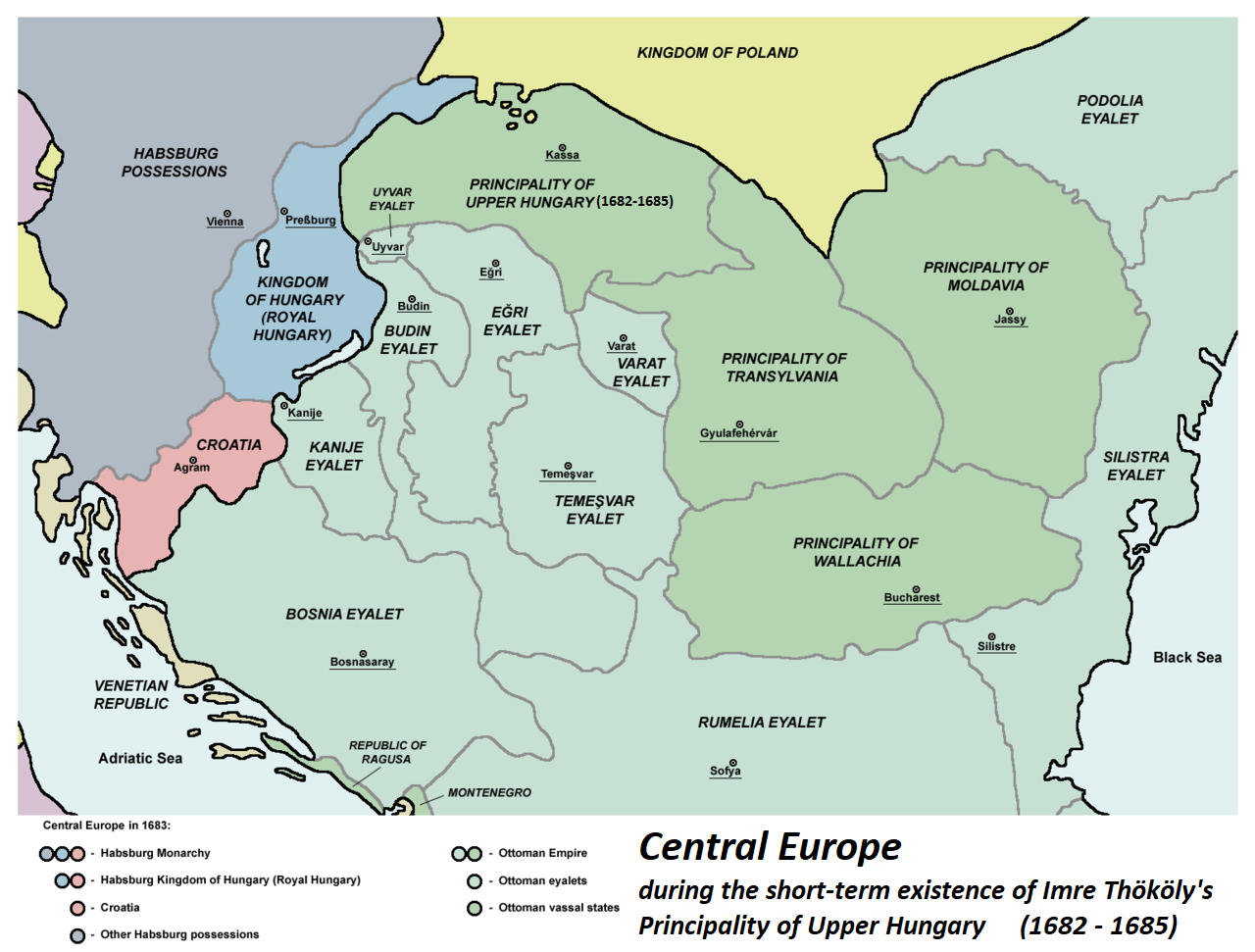
La situazione politica attorno al 1683: il regno asburgico d'Ungheria (Ungheria Reale), il Principato dell'Alta Ungheria di Imre Thököly (esistito tra il 1682-1685), il Principato di Transilvania e gli eyalet ottomani (Eyalet di Budin, Eyalet di Varat, Eyalet di Eğri, Eyalet di Temeșvar)

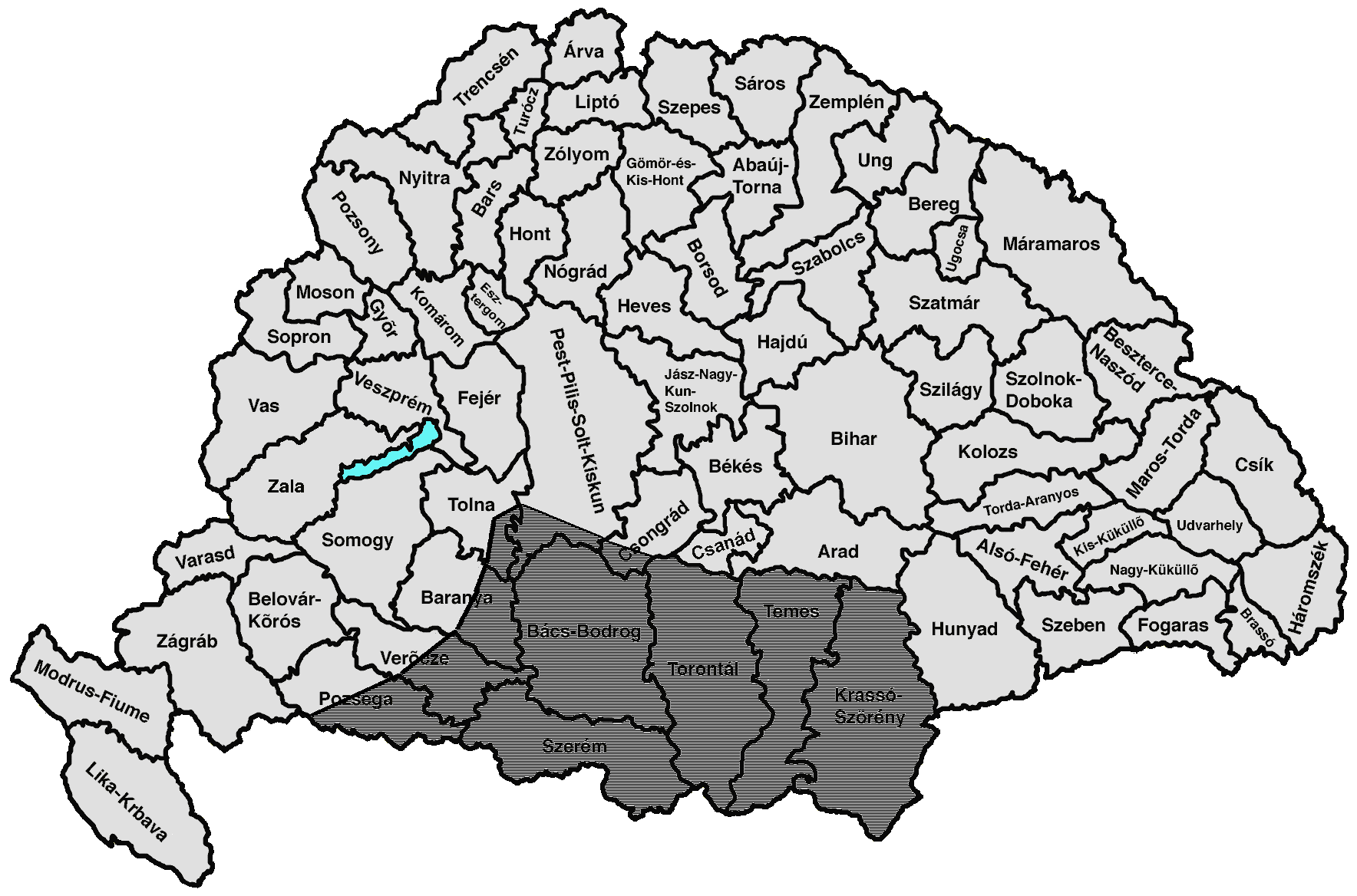
Mappa che illustra i confini dell'area completamente distrutta durante l'occupazione ottomana dell'Ungheria

Dal XVI secolo, la potenza dell'Impero ottomano crebbe gradualmente così come il suo territorio nei Balcani, mentre il Regno d'Ungheria si indebolì a causa di una serie di rivolte contadine. Sotto il regno di Luigi II Jagellone (1516–1526), i dissensi interni divisero la nobiltà.
Provocato alla guerra da un insulto diplomatico, Solimano il Magnifico (1520–1566) attaccò il Regno d'Ungheria e catturò Belgrado nel 1521. Egli non esitò a lanciare il suo attacco contro un regno debole ed il malridotto esercito ungherese (circa 26 000 uomini in tutto contro 45 000 soldati ottomani) venne sconfitto il 29 agosto 1526 nella Battaglia di Mohács. Nel contempo il vassallo Giovanni Zápolya e Ferdinando I del Sacro Romano Impero iniziarono ciascuno a reclamare per sé il trono ungherese. Solimano andò oltre le aspettative e si spinse a schiacciare le forze austriache, ma il suo assedio di Vienna nel 1529 fallì e con l'avvento dell'inverno le sue forze vennero costrette a ritirarsi. Il titolo di re d'Ungheria rimase disputato tra Zápolya e Ferdinando sino al 1540. Dopo l'assedio di Buda da parte degli ottomani nel 1541, l'ovest ed il nord del paese riconobbero il sovrano asburgico come loro re ("Ungheria Reale"), mentre le contee a sud e al centro della regione vennero annesse all'Impero ottomano, mentre quelle ad est rimanevano sotto il controllo del figlio di Zápolya col nome di Regno dell'Ungheria orientale che dal 1570 divenne noto col nome di Principato di Transilvania. Mentre un numero compreso tra 17 000 e 19 000 soldati ottomani rimanevano in servizio nelle fortezze ottomane nel territorio dell'attuale Ungheria erano presenti anche ortodossi, musulmani e slavi balcanici. Gli slavi meridionali inoltre presero parte a questa campagna per razziare i territori dell'Ungheria a guadagno personale.

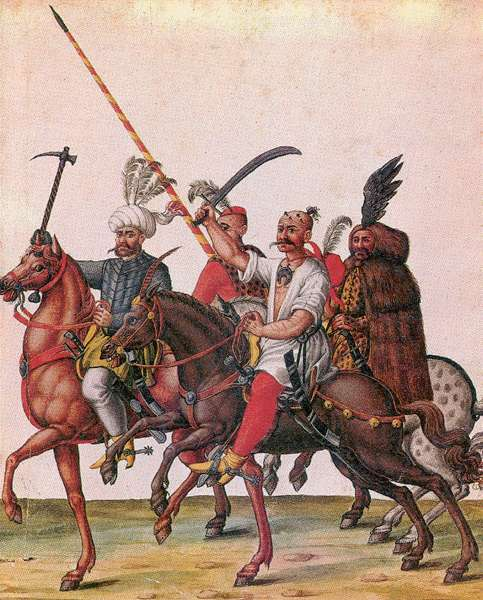
Soldati ottomani nel territorio dell'attuale Ungheria

In quel tempo, il territorio dell'attuale Ungheria iniziò a subire dei cambiamenti per via dell'occupazione ottomana. Vaste lande rimasero perlopiù spopolate e si ricoprirono di boschi e si svilupparono anche molte zone paludose ed acquitrinose. La vita degli abitanti sotto il dominio ottomano non era salvaguardata e molti furono coloro che preferirono rifugiarsi tra i boschi e nelle brughiere per costituire delle bande di truppe da guerriglia chiamate Hajdú. Il territorio dell'attuale Ungheria venne privato di molte risorse che gli ottomani utilizzarono per mantenere la lunga catena di forti al confine. Malgrado ciò, l'economia generale rifiorì in parte. Nelle aree non popolate infatti trovarono spazio vasti pascoli dove vennero portati circa 500 000 capi di bestiame. Il vino venne commerciato ampiamente col Regno di Boemia, con l'Arciducato d'Austria e con la Confederazione polacco-lituana.
La sconfitta delle forze ottomane guidate dal gran visir Kara Mustafa Pascià nel secondo assedio di Vienna del 1683 che si scontrarono con le armate imperiali e polacche al comando di Giovanni III Sobieski, fu un punto decisivo per bilanciare le potenze nella regione. Sulla base dei termini del Trattato di Karlowitz che pose fine alla Grande guerra turca nel 1699, gli ottomani cedettero agli Asburgo gran parte dei territori che in precedenza avevano conquistato dal medievale Regno d'Ungheria. Sulla base di questo trattato, i membri della dinastia degli Asburgo amministrarono un'Ungheria Reale molto aumentata rispetto al loro precedente dominio, ricostituendo il Regno d'Ungheria vero e proprio.
Negli anni '40 del Cinquecento nelle quattro principali fortezze di Buda (2965), Pest (1481), Székesfehérvár (2978) ed Esztergom (2775) vi era un totale di 10 200 uomini.
Il numero delle truppe ottomane presenti nelle guarnigioni ungheresi fu perlopiù vario durante tutto il periodo del dominio dell'Ungheria ottomana, ma durante il periodo di picco nel XVI secolo esse giunsero a 20-22 000 uomini. Per essere una forza di occupazione in un territorio delle dimensioni dell'Ungheria, anche confinato a porzioni centrali si trattava di una presenza militare di profilo piuttosto basso nel territorio. Inoltre, una gran parte di esso era concentrato in poche fortezze chiave.
Nel 1640 quando il fronte era relativamente tranquillo, 8 000 giannizzeri supportati dalla milizia locale erano sufficienti per l'intero Eyalet di Budin.

## L'amministrazione

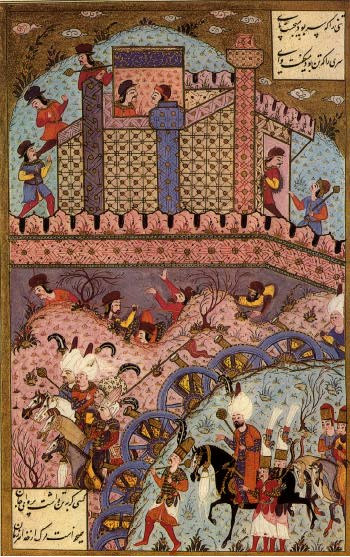
Soldati ottomani assediano Estolnibelgrad (probabilmente Székesfehérvár) in Ungheria

Il territorio ungherese conquistato dagli ottomani venne diviso in una serie di Eyalet (province), che vennero a loro volta divise in sangiaccati, con l'alto rango di pascià al capo dell'eyalet di Budin. In un primo momento, le province controllate dagli ottomani nell'attuale Ungheria erano tutte parte dell'eyalet di Budin. Successivamente vennero costituiti nuovi eyalet: Eyalet di Temeșvar, Eyalet di Zigetvar, Eyalet di Kanije, Eyalet di Egir e Eyalet di Varat. I centri amministrativi di Budin, Zigetvar, Kanije e Egir erano collocati nel territorio dell'attuale Ungheria, mentre Temeşvar e Varat corrispondevano per territorio all'attuale Romania ed includevano anche parte dell'attuale Ungheria. Budin, Zigetvar, Kanije e Egir includevano anche parti delle attuali Serbia, Croazia, Slovacchia e Kosovo. I pascià ed i Sanjak-Bey erano responsabili dell'amministrazione, della giurisdizione e della difesa del territorio affidato loro dal sultano il cui unico interesse era di mantenere il controllo sull'area.
La Sublime porta divenne la sola proprietaria terriera e gestiva il 20% di tutti i benefici terrieri, dividendo il resto tra funzionari statali e soldati. I proprietari terrieri ottomani erano inizialmente spinti ad acquisire più terra possibile per arricchirsi, ma per il governo l'unico scopo era quello di rimpinguare le casse dello stato tramite la tassazione; gran parte della nobiltà nativa locale e molti borghesi emigrarono nelle province del Regno d'Ungheria asburgico ("Ungheria Reale"). Le guerre, la schiavitù e l'emigrazione dei nobili che avevano ormai perso le loro terre portarono ad un depopolamento. Gli ottomani ad ogni modo mantennero una certa tolleranza religiosa e permisero alle varie etnie viventi nell'impero di mantenere una significativa autonomia negli affari interni.

## Mutamenti etnici durante il dominio ottomano
Come conseguenza di 150 anni di costanti lotte tra gli stati cristiani e gli ottomani, la popolazione cambiò radicalmente e molti centri urbani medievali dell'Ungheria si svuotarono dei loro abitanti. La composizione etnica del territorio che era stato parte del Regno d'Ungheria medievale cambiò radicalmente per via dei massacri e delle deportazioni nell'area, al punto che gli ungheresi veri e propri erano molto diminuiti.
Il declino economico di Buda, la capitale, durante la conquista ottomana venne caratterizzata da una stagnazione della popolazione che era sostanzialmente rimasta la stessa del XV secolo. Gli ottomani lasciarono il palazzo reale ungherese in rovina. Il palazzo venne ammortizzato dallo stato e poi trasformato in polveriera e magazzino dagli ottomani, fatto che causò la sua esplosione durante l'assedio del 1686. La popolazione ungherese cristiana si restrinse nelle successive decadi. Il numero di immigrati ebrei e sinti divenne dominante durante il governo ottomano di Buda.

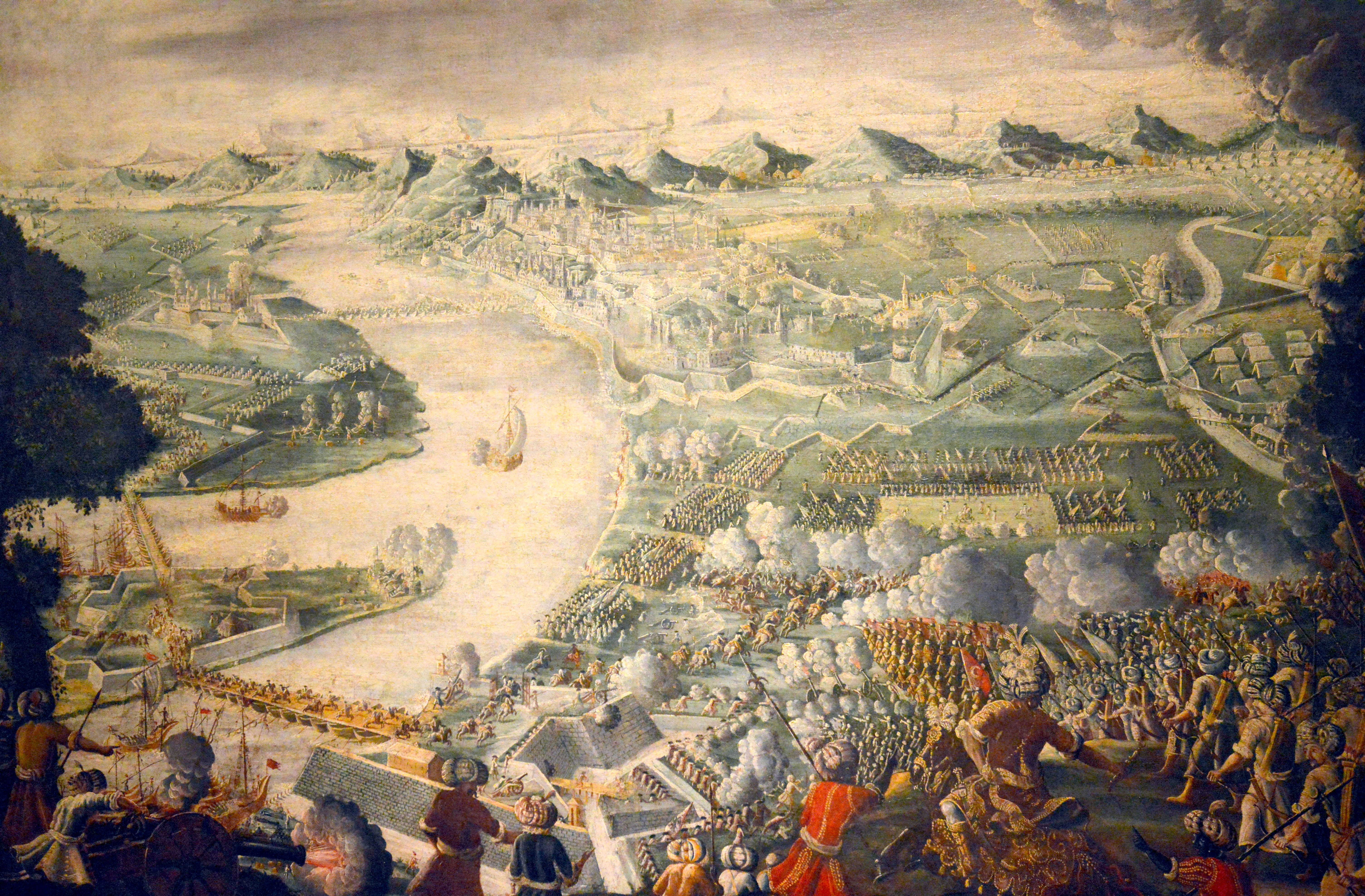
La Lega Santa prese Buda dopo un assedio nel 1686

Secondo le stime moderne, la proporzione degli ungheresi nel bacino dei Carpazi era attorno all'80% alla fine del XV secolo, mentre i non ungheresi costituivano il 20-25% della popolazione totale. La popolazione ungherese iniziò a diminuire all'epoca della conquista ottomana, Il declino degli ungheresi fu a causa delle guerre costanti, dei raids ottomani, delle carestie e delle pestilenze che imperversarono nel territorio per 150 anni. I principali teatri di guerra erano abitati da ungheresi, che quindi subirono perdite superiori a quelle delle altre nazionalità.
Le tre parti dell'Ungheria, l'Ungheria asburgica, l'Ungheria ottomana e la Transilvania, sperimentarono solo differenze minori di crescita della popolazione nel corso del XVII secolo. Secondo i dati presentati da diversi studi, la popolazione collettiva di tutte e tre le regioni crebbe da 3,5 milioni di abitanti alla fine del XVI secolo a circa 4 milioni alla fine del XVII. Questo incremento fu a causa dell'arrivo di immigrati in Ungheria da altre parti dell'impero. Le guerre ottomano-asburgiche del XVII secolo vennero combattute in periodi intermittenti e la popolazione ne venne interessata solo a tratti e comunque non intaccarono mai il morale generale della popolazione civile. I continui disordini sociali e i problemi economici con le regioni attigue che si erano prolungati per tutto il periodo medievale furono perlopiù assenti durante il periodo di dominazione ottomana nel XVII secolo. Le distruzioni peggiori si ebbero durante il 1604 ed il 1606 quando gli scontri tra asburgici e ottomani aumentarono di molto i conflitti civili e fecero scoppiare la rivolta di Bocskai.
La popolazione ungherese della fine del XVI secolo era ripartita in 900 000 persone nel territorio ottomano, 1 800 000 in quello asburgico e 800 000 nella Transilvania, facendo così salire a 3 500 000 il totale degli abitanti dell'Ungheria.
La popolazione crebbe di poco nell'Ungheria ottomana nel corso del XVII secolo: da circa 900 000 unità ad un milione di abitanti e confronti simili si possono fare nell'Ungheria Reale ed in Transilvania.

## Cultura
Malgrado i successivi interventi asburgici, l'Ungheria è ancora oggi costellata di esempi di architetture di stile ottomano come moschee, ponti, fontane, bagni pubblici e scuole che rimandano agli esempi classici visibili a Costantinopoli e ad Edirne. Sfortunatamente la successiva riconquista asburgica ha distrutto gran parte di queste opere ed oggi ne sopravvivono solo alcuni. L'introduzione dell'uso del bagno turco con la costruzione dei Bagni Rudas ha portato questa tradizione sino ai nostri giorni nel territorio ungherese. Nella sola epoca ottomana vennero costruiti non meno di 75 Hammam (terme).

### Scuole musulmane
Nel corso del XVI secolo, vennero aperte 165 scuole elementari (Maktab) e 77 scuole secondarie ed accademie teologiche (Madrase) ed operarono nelle principali 39 città della regione. Nelle scuole di base si insegnava scrittura, aritmetica e lettura del Corano. Nelle medrese si insegnavano prevalentemente scienze e religione, diritto ecclesiastico e scienze naturali. Nella sola Budin (Buda) vi erano 12 medrese. A Peçuy (Pécs) vi erano 5 medrese, a Eğri (Eger) 4. La più famosa medrese nel territorio controllato dagli ottomani nell'attuale Ungheria era quella di Budin (Buda), costruita per merito dei serbi e dei bosniaci musulmani sotto la guida di Mehmed-pasha Sokolović durante i suoi anni di governo (1566–1578).
Nelle moschee la popolazione non solo pregava ma imparava a leggere e scrivere, a leggere il corano ed a pregare. I sermoni erano ritenuti un importante mezzo di educazione politica per gli ottomani che riuscirono ad esportare questa tradizione anche nei nuovi territori conquistati. Presso i centri di culto sorsero ben presto le scuole così come le biblioteche. La più famosa biblioteca dell'area all'epoca era quella di Mehmed-pasha Sokolović a Budin (Buda), conteneva, oltre a testi religiosi e scientifici musulmani, anche altre opere di oratoria, poesia, astronomia, musica, architettura e scienze mediche.

## La religione

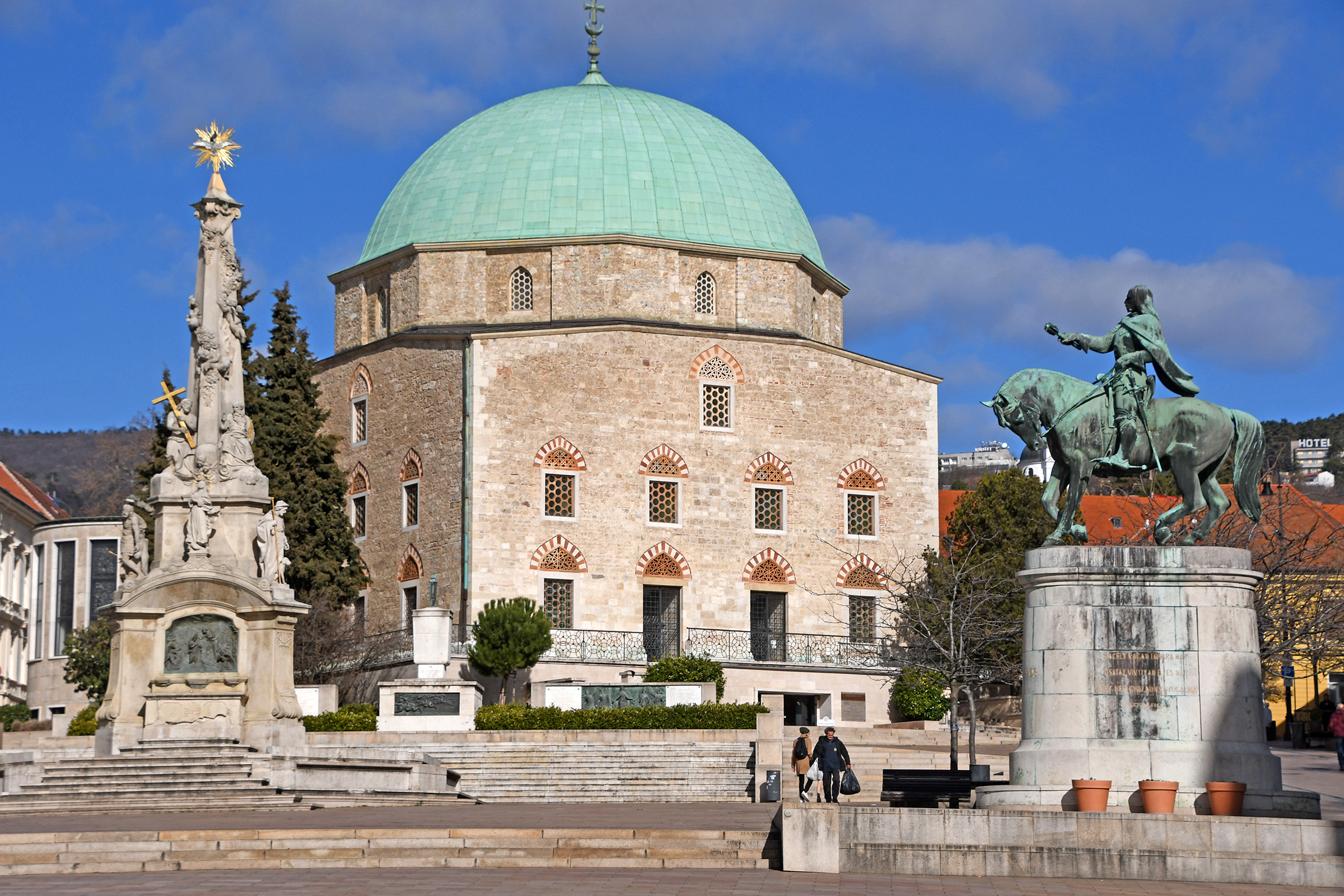
La moschea di Pasha Qasim a Pécs, oggi convertita all'uso di chiesa cattolica

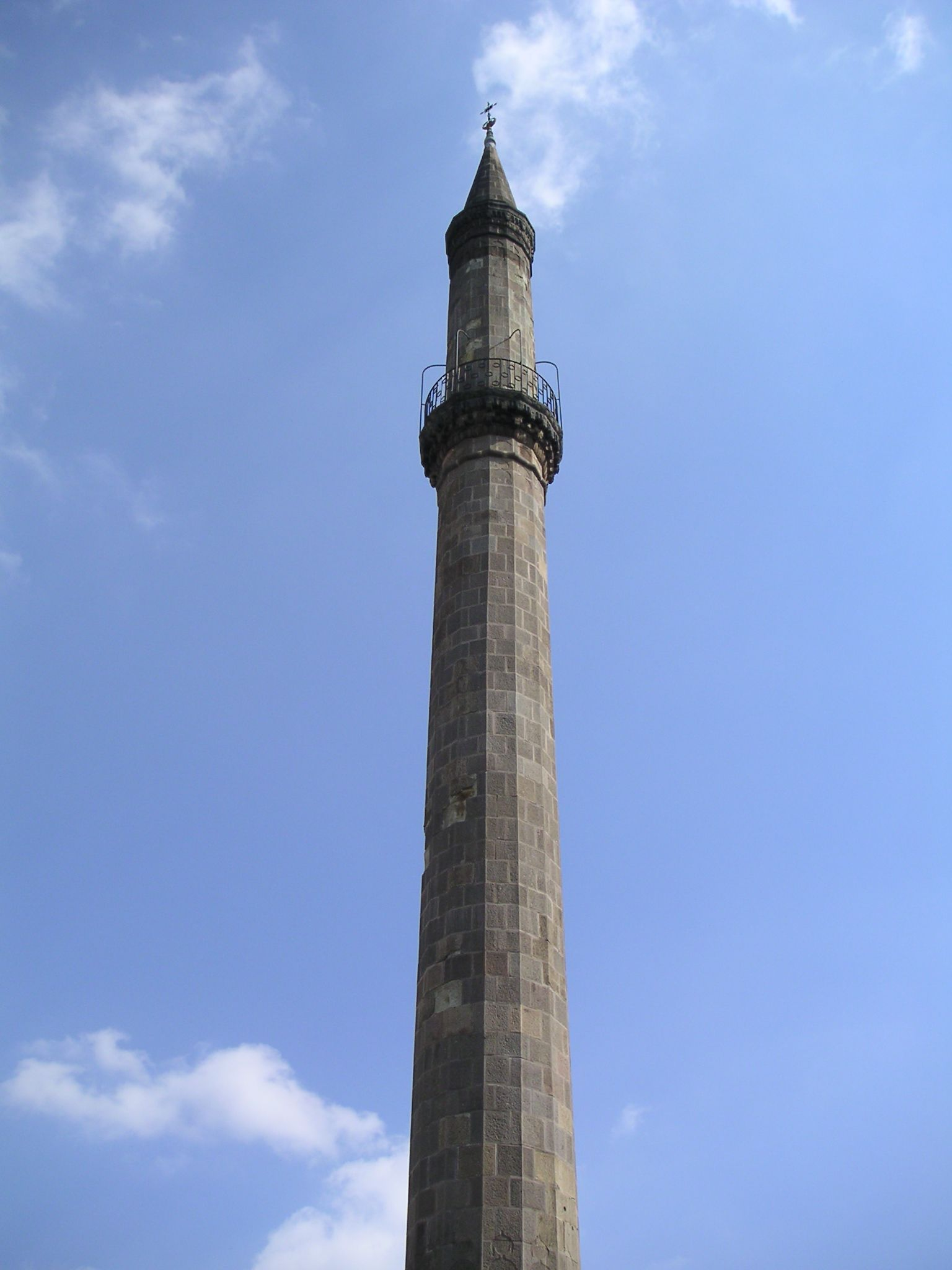
Minareto a Eger

Gli ottomani praticavano una relativa tolleranza religiosa ed il cristianesimo non venne mai proibito. L'Islam non venne diffuso con la forza nelle aree sotto il controllo del sultano ottomano, ma lo storico Arnold citando un autore del XVII secolo disse: 
Egli [il Turco] vinceva [convertiva] più che con le opere che con la forza, e scacciava Cristo con la frode dal cuore degli uomini. Per il Turco, ed è vero, non vi era violenza né apostasia; egli utilizzava altre strade impercettibili...
La relativa tolleranza religiosa degli ottomani permise la diffusione del protestantesimo in Ungheria (come Chiesa riformata d'Ungheria) che sopravvive sino ai nostri giorni malgrado le repressioni cattoliche del successivo governo asburgico.
Erano circa 80 000 i musulmani insediatisi nel territorio controllato dagli ottomani nell'attuale Ungheria: essi erano amministratori, soldati, artigiani e mercanti di origini bosniache e slave, e gradualmente crebbero di numero durante il XVI secolo. La vita religiosa dei musulmani si svolgeva nelle moschee che vennero costruite ex novo o trasformando antiche chiese cristiane. Il pagamento degli addetti alla religione avveniva come nel resto dell'impero grazie alle offerte di carità o per responsabilità dello stato turco.
Oltre ai sunniti, tra le comunità musulmane che fiorirono in Ungheria ricordiamo i bektashi, gli alevi ed i mevlevi. Il famoso monastero Gül Baba di Budin (Buda), con 60 chierici, apparteneva all'ordine dei bektasi. Situato nei pressi del campo dei giannizzeri, venne costruito da Jahjapasazáde Mehmed Pasha, il terzo Beilerbei (governatore) di Budin (Buda). Il türbe (mausoleo) di Budapest del famoso poeta e scolastico Gül Baba è ancora oggi una delle mete dell'islamismo ungherese.
Un altro famoso monastero del tempo era quello degli alevi. Costruito attorno al 1576 nei pressi del türbe del sultano Solimano il Magnifico (1520–1566) a Sigetvar (Szigetvár), divenne ben presto il principale centro religioso e culturale dell'area. Famoso priore dello zavije (monastero) era il bosniaco Šejh Ali Dede. Il monastero di Jakovali Hasan Paša a Peçuy (Pécs) era un altro famoso luogo culturale. Il suo priore più rilevante fu il mevleviano Peçevi Arifi Ahmed Dede, un turco nativo di Peçuy (Pécs).
Dalla fine del XVII secolo, ad ogni modo, il 90% degli abitanti restanti dell'Ungheria ottomana era di fede protestante, perlopiù calvinista.

## Galleria d'immagini

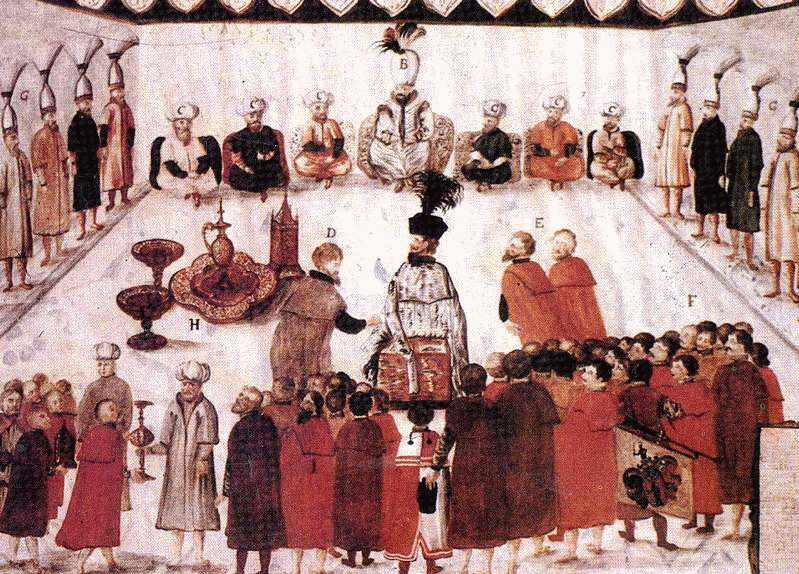
Il Pasha di Budin (Buda) mentre riceve il delegato del sultano ottomano.
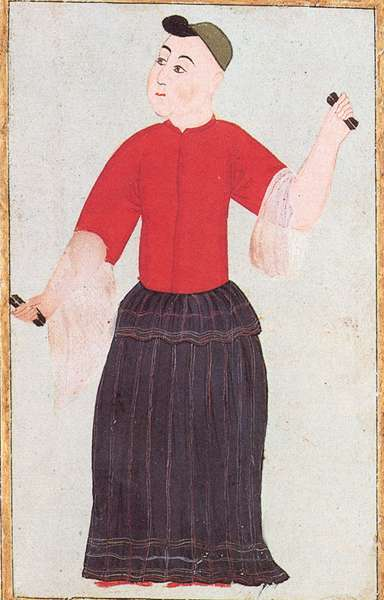
ballerino Köçek con le nacchere. Miniatura ottomana di Balázs Szigetvári Csöbör, 1570.